# Турковский район (Саратовская область)
Турко́вский район — административно-территориальная единица (район) и муниципальное образование (муниципальный район) в Саратовской области России.

## География
Расположен в западной части области на границе лесостепной и степной зон, на Окско-Донской равнине, по правобережью Хопра.
Территория района — 1,4 тыс. км².
Протяжённость автодорог общего пользования с твёрдым покрытием — 166,8 км.

## История
Район образован 23 июля 1928 года в составе Балашовского округа Нижне-Волжского края. В его состав вошла территория бывшей Турковской волости Балашовского уезда Саратовской губернии.
С 1934 года район в составе Саратовского края, с 1936 года — в Саратовской области.
С 6 января 1954 года по 19 ноября 1957 года район входил в состав Балашовской области.
30 сентября 1958 года к Турковскому району был присоединён Макаровский район.
В 1963 район был упразднён и в 1965 году восстановлен.

## Население
| 1989    | 2002    | 2009    | 2010    | 2011    | 2012    |
| ------- | ------- | ------- | ------- | ------- | ------- |
| 18 622  | ↘15 852 | ↘14 242 | ↘12 834 | ↘12 784 | ↘12 506 |
| 2013    | 2014    | 2015    | 2016    | 2017    | 2018    |
| ↘12 162 | ↘11 906 | ↘11 639 | ↘11 351 | ↘11 093 | ↘10 840 |
| 2019    | 2020    | 2021    | 2025    |         |         |
| ↘10 611 | ↘10 344 | ↘9924   | ↘9226   |         |         |

### Урбанизация
В городских условиях (пгт Турки) проживают 54.88 % населения района.

## Муниципально-территориальное устройство
В Турковский муниципальный район входят 4 муниципальных образования, в том числе 1 городское поселение и 3 сельских поселения:
| №        | Муниципальное образование               | Административный центр | Количество населённых пунктов | Население | Площадь, км2 |
| -------- | --------------------------------------- | ---------------------- | ----------------------------- | --------- | ------------ |
| 1e-06    | Городское поселение:                    |                        |                               |           |              |
| 1        | Турковское муниципальное образование    | рабочий посёлок Турки  | 2                             | ↘5082     | 92,54        |
| 1.000002 | Сельские поселения:                     |                        |                               |           |              |
| 2        | Перевесинское муниципальное образование | село Перевесинка       | 3                             | ↘580      | 168,62       |
| 3        | Рязанское муниципальное образование     | село Рязанка           | 23                            | ↘2207     | 623,92       |
| 4        | Студеновское муниципальное образование  | село Студенка          | 18                            | ↘1357     | 521,82       |

В рамках организации местного самоуправления в новообразованном муниципальном районе к 1 января 2005 года были созданы 1 городское и 8 сельских поселений. В 2013 году из них были упразднены следующие муниципальные образования: Марьинское (включено в Рязанское) и Перевесино-Михайловское (включено в Студеновское). В 2018 году упразднены следующие муниципальные образования: Бороно-Михайловское (включено в Студеновское), а также Каменское и Чернавское (включены в Рязанское).

## Населённые пункты
В Турковском районе 46 населённых пунктов, в том числе 1 городской (рабочий посёлок) и 45 сельских.
| №  | Населённый пункт      | Тип             | Население | Муниципальное образование |
| -- | --------------------- | --------------- | --------- | ------------------------- |
| 1  | Агеевка               | деревня         | 1         | Студеновское              |
| 2  | Андреевка             | село            | ↘0        | Перевесинское             |
| 3  | Беляевка              | село            | ↘135      | Рязанское                 |
| 4  | Березовка             | деревня         | 0         | Студеновское              |
| 5  | Бороно-Михайловка     | село            | ↘386      | Студеновское              |
| 6  | Боцманово             | село            | ↗220      | Студеновское              |
| 7  | Варваринка            | деревня         | 18        | Рязанское                 |
| 8  | Волжанка              | деревня         | 5         | Рязанское                 |
| 9  | Глебовка              | село            | 10        | Студеновское              |
| 10 | Дмитриевка            | село            | ↘209      | Студеновское              |
| 11 | Евсюковка             | село            | 0         | Студеновское              |
| 12 | Ивановка              | село            | 0         | Студеновское              |
| 13 | Ивлиевка              | посёлок         | 15        | Рязанское                 |
| 14 | Ильинка               | село            | ↘92       | Рязанское                 |
| 15 | Каменка               | село            | ↘334      | Рязанское                 |
| 16 | Князевка              | село            | 25        | Рязанское                 |
| 17 | Ковалевка             | деревня         | 43        | Рязанское                 |
| 18 | Колычёво              | село            | ↘197      | Студеновское              |
| 19 | Гривки                | село            | ↘74       | Перевесинское             |
| 20 | Красное Колено        | село            | 34        | Рязанское                 |
| 21 | Красный Хутор         | посёлок         | 4         | Рязанское                 |
| 22 | Лунино                | село            | ↘250      | Рязанское                 |
| 23 | Львовка               | село            | ↘136      | Студеновское              |
| 24 | Ляховка               | деревня         | 18        | Студеновское              |
| 25 | Марьино               | село            | ↘243      | Рязанское                 |
| 26 | Мокровка              | село            | ↘122      | Рязанское                 |
| 27 | Мосоловка             | деревня         | 6         | Рязанское                 |
| 28 | Николаевка            | деревня         | 1         | Студеновское              |
| 29 | Ольгино               | село            | ↘52       | Студеновское              |
| 30 | Павловка              | деревня         | 30        | Рязанское                 |
| 31 | Перевесинка           | село            | ↘768      | Перевесинское             |
| 32 | Перевесино-Михайловка | село            | ↘340      | Студеновское              |
| 33 | Родионовка            | село            | 5         | Рязанское                 |
| 34 | Ромашовка             | село            | ↘144      | Рязанское                 |
| 35 | Рязанка               | село            | ↘383      | Рязанское                 |
| 36 | Сальники              | село            | ↘64       | Студеновское              |
| 37 | Сиротка               | посёлок         | 35        | Рязанское                 |
| 38 | Студенка              | село            | ↘506      | Студеновское              |
| 39 | Студено-Ивановка      | деревня         | 40        | Рязанское                 |
| 40 | Талы                  | посёлок         | 42        | Студеновское              |
| 41 | Трубетчино            | село            | ↘553      | Рязанское                 |
| 42 | Турки                 | рабочий посёлок | ↘5063     | Турковское                |
| 43 | Чапаевка              | деревня         | ↘15       | Турковское                |
| 44 | Чернавка              | село            | ↘428      | Рязанское                 |
| 45 | Чириково              | село            | ↘78       | Студеновское              |
| 46 | Шепелевка             | село            | ↘626      | Рязанское                 |

### Упразднённые населённые пункты
В 2016 году упразднены деревня Красавские Дворики, входившая в Перевесинское МО, посёлок Карай Журавка, входивший в Рязанское МО, деревня Дмитриевка, входившая в Студеновское МО, деревня Егорьевка, входившая в Чернавское МО.

## Экономика
Район сельскохозяйственный, край плодородных чернозёмов, производится зерно, подсолнечник, сахарная свёкла, мясо, молоко.

## Достопримечательности
За изумительные пейзажи окрестности Турков получили название «Саратовская Швейцария». У села Студёновка бьют ключи с холодной, чистой водой.

## Известные выходцы из района
- Алаторцев Владимир Алексеевич (15 мая 1909 — 13 января 1987), советский шахматист, международный гроссмейстер (1983), тренер, журналист
- Иванов Семён Максимович (6 сентября 1915 — 8 июня 2002) — Герой Советского Союза
- Лунин Борис Николаевич — Герой Советского Союза
- Станцев Венедикт Тимофеевич (1922—2009) — русский поэт, участник Великой Отечественной войны.
- Филиппов Александр Александрович (14 июня 1986 — 12 февраля 2007) — поэт, родновер (родноверческое имя — Яросвет)
- Ченыкаев Владимир Дмитриевич (1852—1927) — дворянин по происхождению, врач, меценат, председатель Пироговского съезда в 1905 году, глава санитарно-эпидемиологической службы Саратовской области (в 1920-е годы).
- Пылин Николай Петрович — Герой Социалистического Труда, тракторист совхоза «Студёновский»
- Шубин Анатолий Павлович — Герой Социалистического Труда, бригадир совхоза «Студёновский»
- Родионов Владимир Александрович — Герой Социалистического Труда, бригадир совхоза «Перевесинский»